# В навечерието (филм)
„В навечерието“ (на руски: Накануне) е съветско-български игрален филм (исторически) от 1959 година по режисура на Владимир Петров и по сценарий на Владимир Петров и Орлин Василев. Оператор е Въло Радев. Създаден е по романа „В навечерието“ на Иван Тургенев. Музиката във филма е композирана от Арам Хачатурян.

## Сюжет
Средата на XIX век. Действието във филма се гради около историята за любовта между Елена Стахова (Ирина Милополская) и българския патриот Дмитрий Инсаров (Любомир Кабакчиев), борещ се за освобождението на своята родина от османско владичество. Влюбените преодоляват съпротивата на родителите на Елена и очакват вести от България, надявайки се да се присъединят към борците за свобода. В навечерието на тяхното заминаване, Дмитрий умира, повален от неизлечима болест. Елена заминава за България, заедно с неговите приятели за да продължи делото му.

## Актьорски състав
- Любомир Кабакчиев като Дмитрий Никанорович Инсаров
- Ирина Милополская като Елена Николаевна Стахова
- Борис Ливанов като Николай Артемиевич Стахов
- Олга Андровска като Анна Василиевна Стахова
- Всеволод Сафонов като Андрей Петрович Берсеньов
- Олег Табаков като Павел Яковлевич Шубин
- Михаил Яншин като Увар Иванович
- Еве Киви като Зоя
- Стефан Пейчев като Рендич
- Лариса Гордейчик като гостенката